# Caleb Mwangangi Ndiku
Caleb Mwangangi Ndiku (Machakos, Kenia, 9 de octubre de 1992) es un atleta keniano, especialista en la prueba de 5000 m, con la que ha logrado ser subcampeón mundial en 2015.

## Carrera deportiva
En el Mundial de Pekín 2015 gana la medalla de plata en 5000 m, quedando por detrás del británico Mo Farah y delante del etíope Hagos Gebrhiwet.